# Tongadillo punctata
Tongadillo punctata is een pissebed uit de familie Armadillidae. De wetenschappelijke naam van de soort is voor het eerst geldig gepubliceerd in 1988 door Dalens.